# Stazione di Como Lago
La stazione di Como Lago è la stazione ferroviaria della città di Como che funge da punto terminale della linea proveniente da Saronno.

## Storia
La stazione venne aperta il 5 luglio 1885 come capolinea della ferrovia Como–Varese. Nel 1898, con l'estensione della ferrovia Como–Grandate fino a Saronno, che sostituiva la precedente tranvia Como-Fino-Saronno, divenne stazione capotronco della direttrice ferroviaria Como–Saronno–Milano Cadorna. Il 31 luglio 1966 fu soppressa completamente la Grandate-Malnate, terminando così le corse dirette tra Como e Varese; d'allora la stazione servì solo per la Como-Saronno.

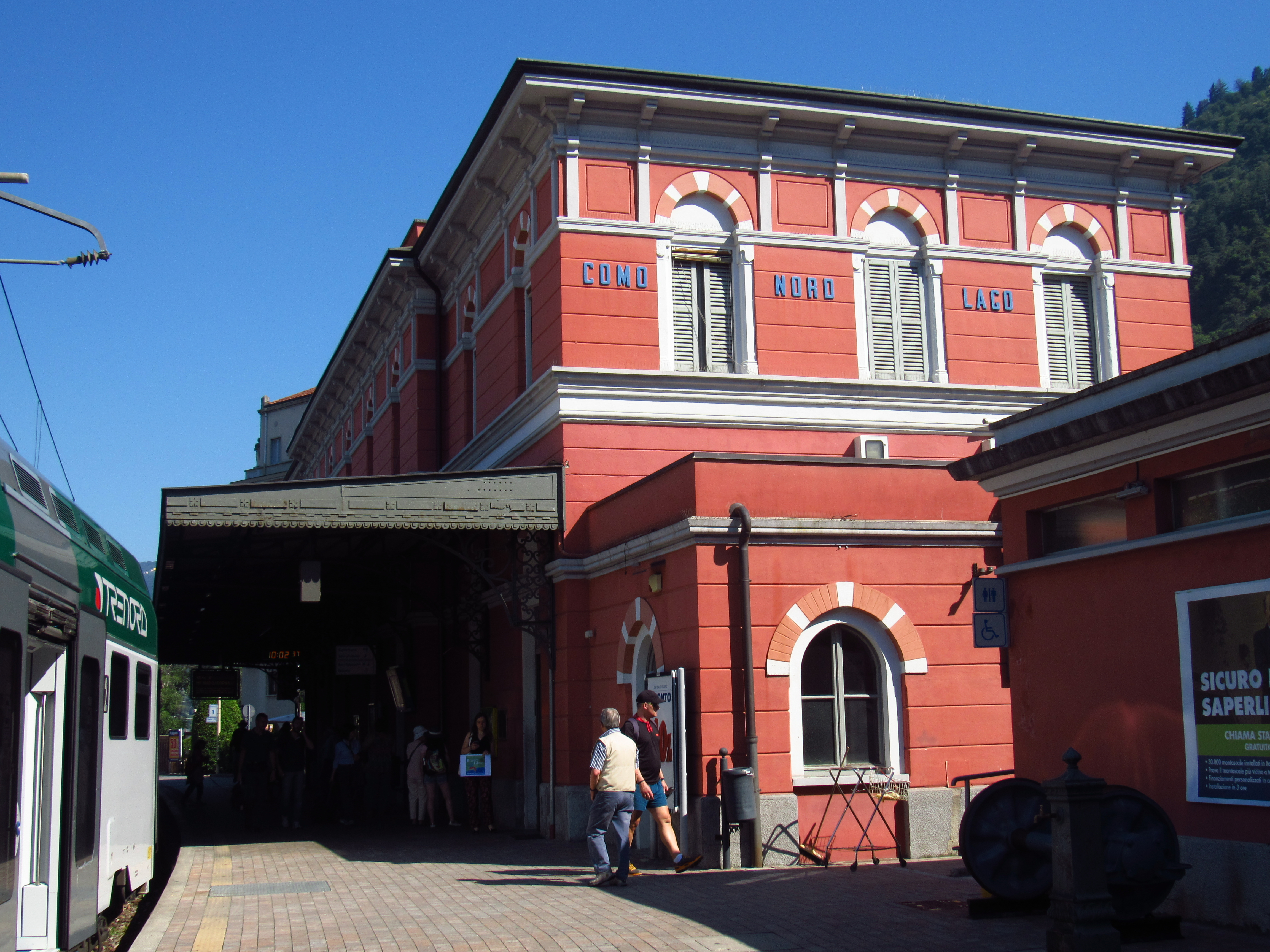
Banchina e binario 1 della stazione

## Strutture e impianti

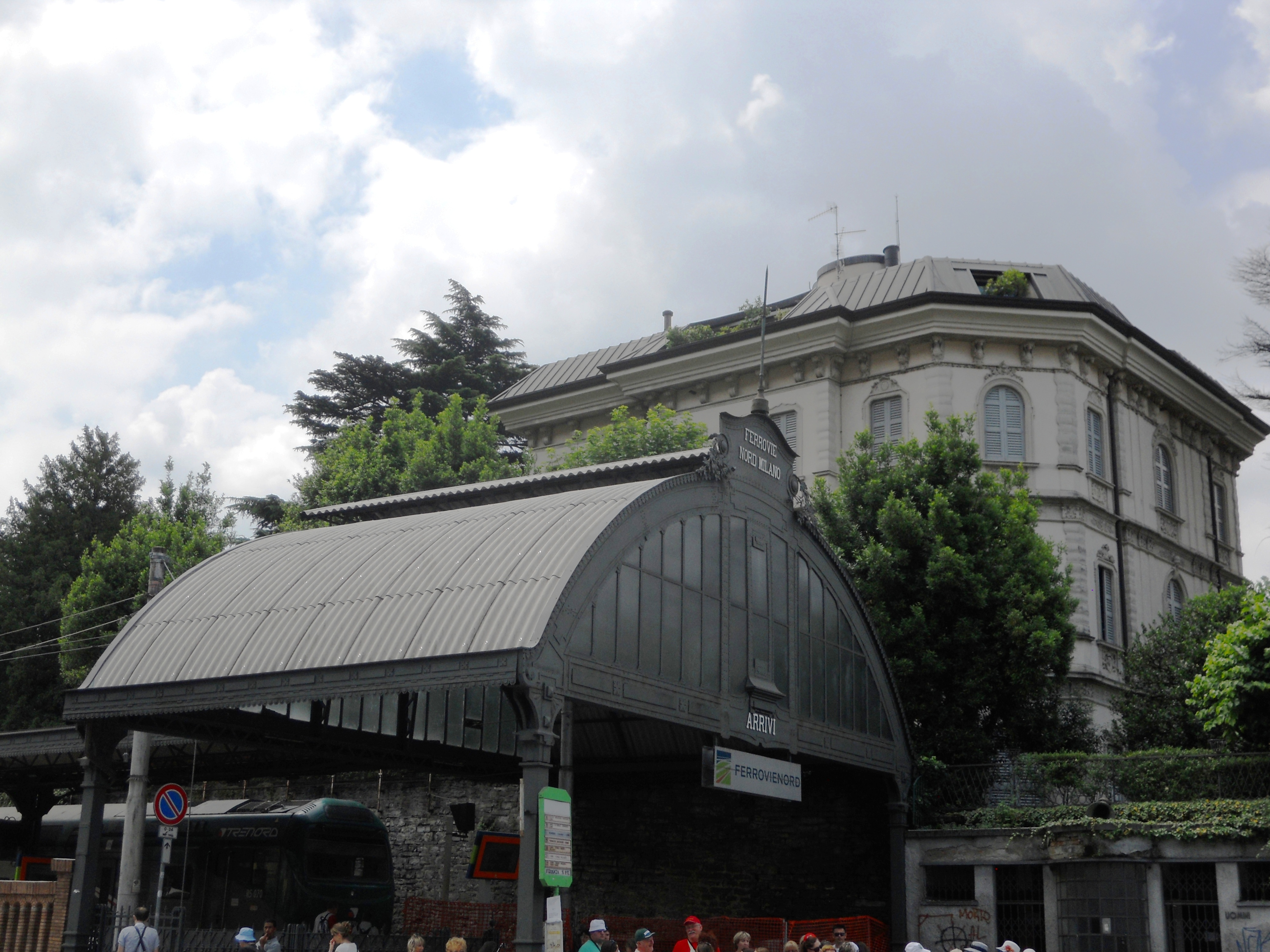
Pensilina di ferro della stazione

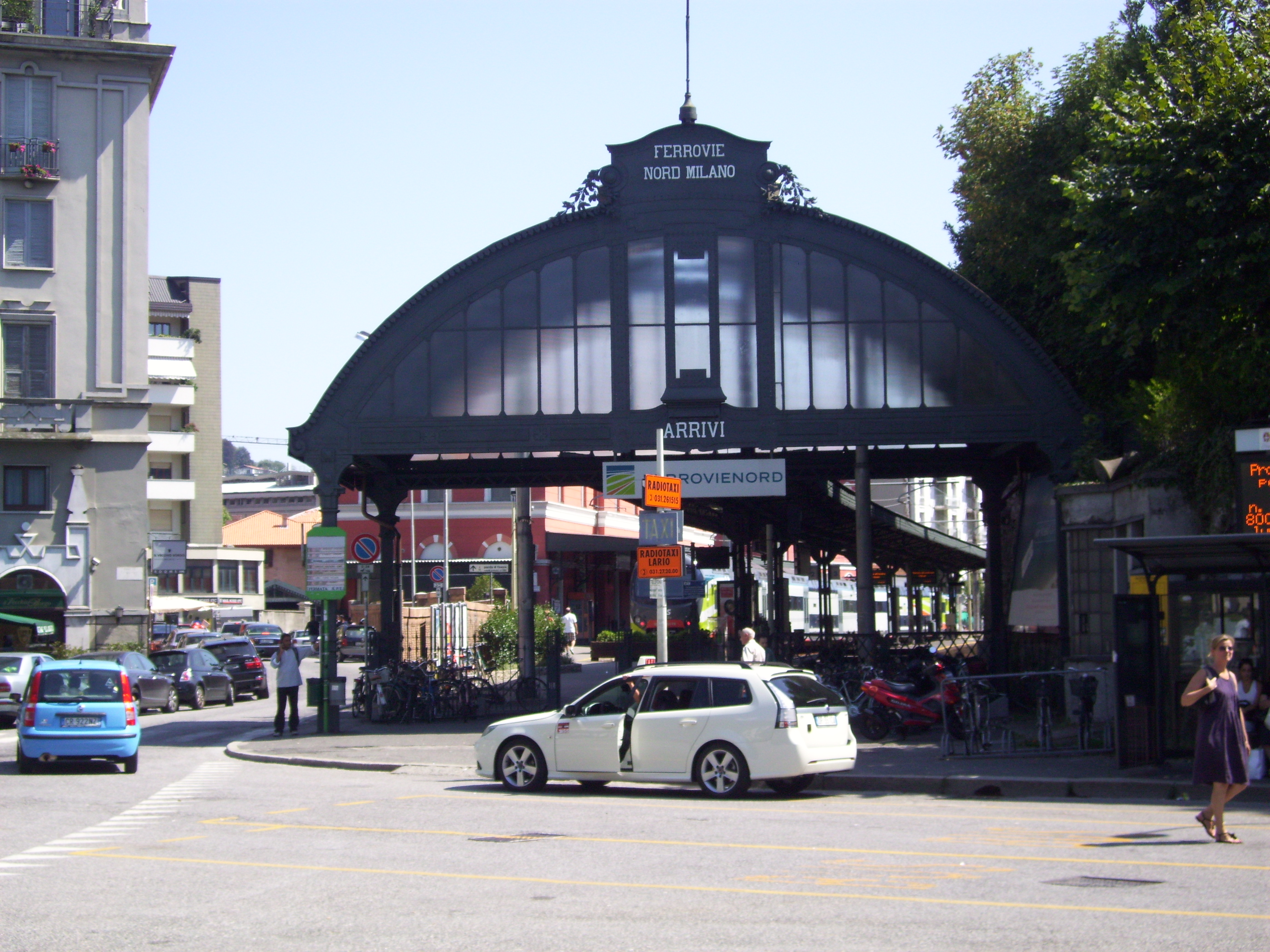
Pensilina di ferro della stazione ripresa dal lungolago

L'impianto, gestito da Ferrovienord, è dotato di quattro binari per la sosta e il ricovero dei convogli.

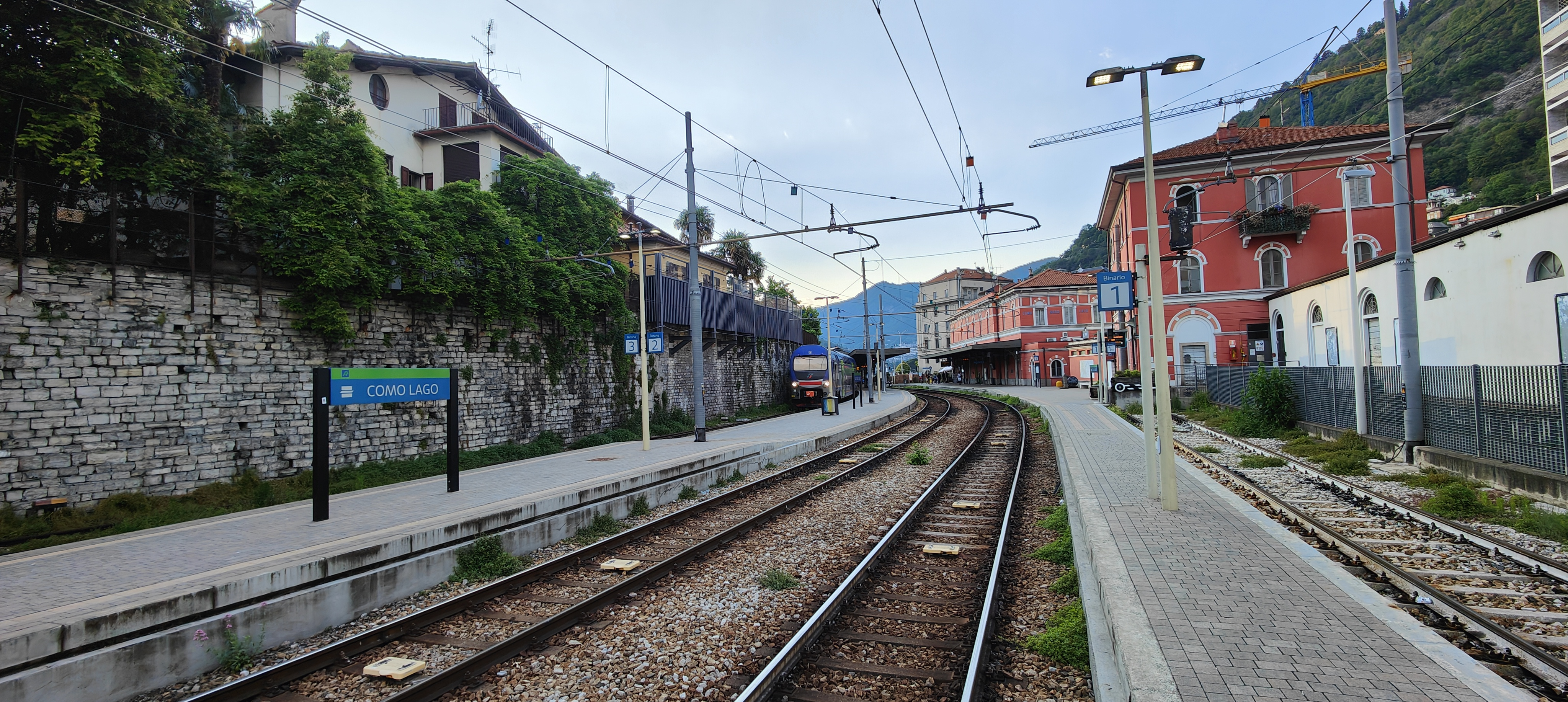
La parte iniziale della stazione

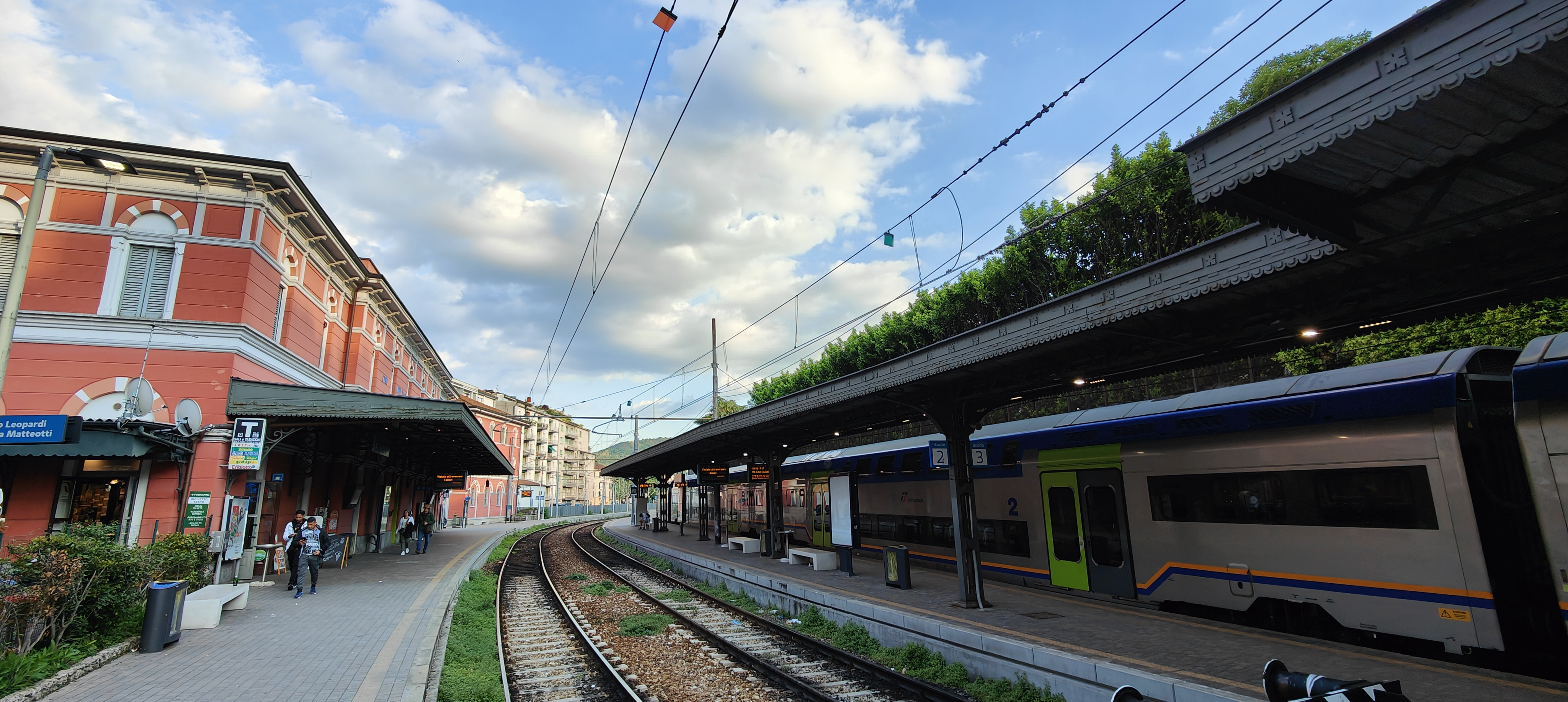
Vista dalla parte terminale dei binari

## Movimento
La stazione è servita da treni regionali e RegioExpress, operati da Trenord nell'ambito del contratto di servizio stipulato con la Regione Lombardia, in servizio sulla relazione Como Nord Lago-Saronno-Milano Nord Cadorna nelle ore 10-12 con cadenza oraria, che diventa  semioraria nel resto della giornata.

## Servizi
- Biglietteria
- Biglietteria automatica
- Servizi igienici
- Sala di attesa
- Bar
- Edicola

## Interscambi
La stazione si trova presso la riva del Lario e permette l'interscambio con i traghetti lacuali.
- Fermata autobus
- Traghetti di linea

Nelle immediate vicinanze è presente anche la stazione capolinea di valle della funicolare Como-Brunate.
Fra il 1906 e il 1952 era inoltre presente in prossimità della stazione una fermata della rete tranviaria cittadina.